# Liwa Ahrar Raqqa
Liwa Ahrar Raqqa (vertaald: Vrije Brigade van Raqqa) is een Syrische rebellengroep die actief is binnen de Syrische Democratische Strijdkrachten (SDF). De beweging opereert ten noorden en ten westen van de stad Raqqa. Van oorsprong behoort de militie tot het Vrije Syrische Leger (FSA) dat tegen president Bashar al-Assad vecht in de Syrische Burgeroorlog.
De brigade ontstond in 2014 onder de naam Jihad in Gods Weg Brigade (Arabisch: Liwa al-Jihad fi Sabeel Allah). Zij vocht ten oosten van de stad Aleppo tegen de oprukkende Islamitische Staat in Irak en de Levant (IS), en werd daar verdreven uit haar bolwerken door de radicale beweging. Vervolgens sloten delen van de eenheid zich aan bij de Koerdische Volksbeschermingseenheden (YPG) in de stad Kobani.
In mei 2016 hernoemde de brigade zich tot Liwa Ahrar Raqqa. Zij sloot zich aan bij de Syrische Democratische Strijdkrachten en bracht troepen in stellen tijdens het offensief op Raqqa (Wraak van de Eufraat). De brigade telt naar eigen zeggen ruim 1000 strijders, voornamelijk van het platteland rondom Raqqa. De brigade stelt dat haar doel is om Raqqa te bevrijden van IS.